# Avet de Sakhalín
L'avet de Sakhalín o avet japonès (Abies sachalinensis) és una espècie de conífera de la família Pinaceae. Es troba a l'illa de Sakhalín i a les Kurils del sud (Rússia), i també al nord de Hokkaido (Japó).
El primer botànic europeu en descobrir aquesta espècie va ser Carl Friedrich Schmidt, F. Schmidt, o Fedor Bogdanovich (1832-1908), que la va trobar a Sakhalín l'any 1866, però no la va portar a Europa. La planta va ser redescoberta per l'anglès Charles Maries el 1877 prop d'Aomori a l'illa japonesa de Honshū, i en un principi va considerar que era només una varietat de l'espècie Abies veitchii.